# Missionskollegiet
Missionskollegiet (Collegium de cursu evangelii promovendo) var ett danskt kollegium, som upprättades 1714 med uppgiften att utbreda evangeliet bland hedningar. 
Missionsväsendet hade dittills legat under Danska kansliet, som även i fortsättningen behöll vissa ärenden. Missionsärendenas antal hade varit ringa i kansliet, och upprättandet av kollegiet betydde, att man lade större vikt vid denna sida av kyrkopolitiken.
1715 fick kollegiet ansvar för missionen i Finn- och Lappmarken, och kort därefter utvidgades missionsområdet söderut, men denna nordanfjällska verksamhet bortföll 1814. Större betydelse fick det, att kollegiet 1737 övertog tillsynen över missionen i Västgrönland. 
Missionen i Ostindien (Trankebar) låg under kollegiet, men en del av expeditionerna under 1700-talet gick genom kansliet. 1847 övergick Trankebarmissionen till missionssällskapet i Leipzig.
Den västindiska missionen låg under Generalkirkeinspektionskollegiet men efter dess upphävande 1791 övergick tillsynen till Missionskollegiet, som emellertid redan 1797 måste överlämna den till det Vestindisk-guineiske rente- og generaltoldkammer och Danska kansliet. Kollegiet upphävdes 1859.